# Огаллала (Небраска)
Огаллала (англ. Ogallala) — місто (англ. city) в США, адміністративний центр округу Кейт штату Небраска. Населення — 4878 осіб (2020).США.

## Географія
Огаллала — єдине місто округу (інші населені пункти округу — два села і шість статистично відокремлених місцевостей). За вісім кілометрів на північ від міста розташоване велике водосховище Макконахі. Через південну частину міста проходить велика автомагістраль I-80.
Оґаллала розташована за координатами 41°7′47″ пн. ш. 101°43′14″ зх. д. / 41.12972° пн. ш. 101.72056° зх. д. (41.129595, -101.720677). За даними Бюро перепису населення США в 2010 році місто мало площу 13,00 км², з яких 12,84 км² — суходіл та 0,16 км² — водойми.

### Клімат
| Клімат : Оґаллала            | Клімат : Оґаллала | Клімат : Оґаллала | Клімат : Оґаллала | Клімат : Оґаллала | Клімат : Оґаллала | Клімат : Оґаллала | Клімат : Оґаллала | Клімат : Оґаллала | Клімат : Оґаллала | Клімат : Оґаллала | Клімат : Оґаллала | Клімат : Оґаллала | Клімат : Оґаллала |
| Показник                     | Січ.              | Лют.              | Бер.              | Квіт.             | Трав.             | Черв.             | Лип.              | Серп.             | Вер.              | Жовт.             | Лист.             | Груд.             | Рік               |
| Абсолютний максимум, °C      | 23,3              | 25,6              | 31,1              | 35,0              | 37,8              | 41,7              | 43,9              | 41,1              | 39,4              | 34,4              | 26,7              | 22,8              | 43,9              |
| Середній максимум, °C        | 4,4               | 6,7               | 11,7              | 17,2              | 22,2              | 28,3              | 32,2              | 31,1              | 26,1              | 18,3              | 10,6              | 4,4               | 17,8              |
| Середній мінімум, °C         | −9,4              | −7,8              | −3,9              | 1,1               | 7,2               | 12,8              | 16,1              | 15,6              | 8,9               | 1,7               | −4,4              | −9,4              | 2,4               |
| Абсолютний мінімум, °C       | −30,6             | −31,1             | −30,6             | −18,9             | −6,1              | 0,0               | 3,3               | 2,8               | −7,2              | −14,4             | −22,2             | −37,8             | −37,8             |
| Норма опадів, мм             | 12                | 19                | 35                | 55                | 82                | 80                | 79                | 55                | 39                | 32                | 20                | 10                | 518               |
| ---------------------------- | ----------------- | ----------------- | ----------------- | ----------------- | ----------------- | ----------------- | ----------------- | ----------------- | ----------------- | ----------------- | ----------------- | ----------------- | ----------------- |
| Джерело: The Weather Channel |                   |                   |                   |                   |                   |                   |                   |                   |                   |                   |                   |                   |                   |

## Демографія
Згідно з переписом 2010 року, у місті мешкало 4737 осіб у 2100 домогосподарствах у складі 1298 родин. Густота населення становила 365 осіб/км². Було 2397 помешкань (184/км²).
Расовий склад населення:
| - 94,6 % — білих - 0,6 % — корінних американців - 0,4 % — азіатів - 0,2 % — чорних або афроамериканців - 2,2 % — осіб інших рас |

До двох чи більше рас належало 2,0 %. Частка іспаномовних становила 7,5 % від усіх жителів.
За віковим діапазоном населення розподілялося таким чином: 23,6 % — особи молодші 18 років, 56,3 % — особи у віці 18—64 років, 20,1 % — особи у віці 65 років та старші. Медіана віку мешканця становила 43,7 року. На 100 осіб жіночої статі у місті припадало 95,5 чоловіків; на 100 жінок у віці від 18 років та старших — 91,0 чоловіків також старших 18 років.
Середній дохід на одне домашнє господарство становив 50 586 доларів США (медіана — 36 875), а середній дохід на одну сім'ю — 67 223 долари (медіана — 55 865). Медіана доходів становила 45 268 доларів для чоловіків та 26 889 доларів для жінок. За межею бідності перебувало 14,0 % осіб, у тому числі 23,0 % дітей у віці до 18 років та 10,2 % осіб у віці 65 років та старших.
Цивільне працевлаштоване населення становило 2405 осіб. Основні галузі зайнятості: освіта, охорона здоров'я та соціальна допомога — 19,5 %, роздрібна торгівля — 12,4 %, мистецтво, розваги та відпочинок — 11,9 %.